# نوكيا 301
نوكيا 301 هو هاتف محمول من نوكيا يعمل بنظام سيمبيان تم الكشف عنه عام 2013، تم طرحه في الأسواق في أبريل 2013.

## الخصائص
- نظام التشغيل: السلسلة 40 | S4
- الكاميرا الأمامية: لا يوجد
- الكاميرا الخلفية: 3.15 ميجا ، 2048 × 1536 بيكسل
- الوزن: 102 جرام
- الذاكرة العشوائية: 64 ميجا رام
- التخزين الداخلي: 256 ميجا

## التوفر
يتوفر بالألوان: السماوي والأسود والأصفر والأرجواني والأبيض